# ホーム・ファームFC
ホーム・ファーム・フットボールクラブ（英語: Home Farm Football Club）は、アイルランドのダブリンのホワイトホールをホームタウンとするサッカークラブ。

## 歴史
ホーム・ファームFCは1928年に創設された。
1972年、リーグ・オブ・アイルランドに所属していたドラムコンドラを吸収合併した。ホーム・ファームはホーム・ファーム・ドラムコンドラに改称し、ドラムコンドラに代わって1972-73シーズンのリーグ・オブ・アイルランドに参加した。1973-74シーズンにはクラブ名をホーム・ファームに戻した。
1974-75シーズンはFAIカップで初優勝を飾った。
クラブ名はホーム・ファーム・エヴァートンを経て、ホーム・ファーム・フィンガルに改称された。その後、ホーム・ファーム・フィンガルからホーム・ファームが分離し、ホーム・ファーム・フィンガルはダブリン・シティFCに改称した。2005年、ダブリン・シティはファーストディビジョンで2位になり、プレミアディビジョンに昇格した。しかし、2006シーズン中にクラブは財政難に陥ってリーグから除外され、すでに消化していた17試合の結果はすべて抹消された。

## タイトル
- FAIカップ：1回
  - 1974-75

## 欧州の成績
| シーズン | 大会                       | ラウンド | 対戦相手 | ホーム | アウェー | 合計 |
| -------- | -------------------------- | -------- | -------- | ------ | -------- | ---- |
| 1975-76  | UEFAカップウィナーズカップ | 1回戦    | RCランス | 1-1    | 0-6      | 1-7  |

## 歴代所属選手
- マーク・キンセラ 1988-1989
- グレアム・カヴァナ 1990-1991
- ギャリー・ケリー 1990-1991
- リチャード・ダン
- ニッキー・バーン
- イアン・ハート
- ダレン・オディー